# Андерсон, Ричард Битти
Ричард Битти Андерсон (англ. Richard Beatty Anderson; 26 июня 1921 — 1 февраля 1944) — рядовой первого класса Корпуса морской пехоты США, участник Второй мировой войны. Кавалер Медали Почёта (посмертно).

## Биография
Родился в городе Такома, штат Вашингтон, США.
Службу в Морской пехоте США начал на 6 июля 1942 года, поступив для прохождения подготовки в Рекрутском депо морской пехоты Сан-Диего, который окончил в октябре 1942 года. С 12 апреля 1943 года — рядовой первого класса.
В январе 1944 года направлен для прохождения службы за территорию США, во 2-й батальон 23-го полка 4-й дивизии Корпуса морской пехоты. Спустя месяц прибыл в расположение части на Маршалловых Островах.
В ходе сражения за Кваджалейн, накрыв своим телом гранату, выскользнувшую у него из рук, спас жизни трёх сослуживцев.
Раненный, он был эвакуирован на корабль, где умер от ран 1 февраля 1944 года. Похоронен на кладбище города Такома.

## Награды
Посмертно награждён Медалью Почёта и Медалью «Пурпурное сердце», Медалью «За Азиатско-тихоокеанскую кампанию» и Медалью Победы во Второй мировой войне (США).
Цитата из наградного листа Медалью Почёта:
«За выдающиеся храбрость и отвагу, риск для жизни, проявленные выше и сверх требований долга, в период службы в 4-й дивизии Корпуса морской пехоты в ходе действий против вражеских Японских сил на острове Рой, атолл Кваджалейн, Маршалловы острова, 1 февраля 1944 года. Находясь в окопе среди еще трёх морских пехотинцев, рядовой первого класса Андерсон собирался бросить гранату по позициям врага, когда она выскользнула из его руки и покатилась к людям на дне окопа. В ситуации недостаточности времени для поднятия и обезвреживания гранаты, рядовой Андерсон бесстрашно предпочёл пожертвовать собой для спасения своих сослуживцев, бросив своё тело на гранату и приняв полностью на себя силу взрыва. Его личная доблесть и исключительный дух товарищества перед лицом практически неминуемой гибели были проявлены в соответствии с высокими традициями Военно-морских сил. Он благородно отдал жизнь за свою страну. - Ф. Рузвельт»Оригинальный текст (англ.)For conspicuous gallantry and intrepidity at the risk of his life above and beyond the call of duty while serving with the Fourth Marine Division during action against enemy Japanese forces on Roi Island, Kwajalein Atoll, Marshall Islands, February 1, 1944. Entering a shell crater occupied by three other Marines, Private First Class Anderson was preparing to throw a grenade at an enemy position when it slipped from his hands and rolled toward the men at the bottom of the hole. With insufficient time to retrieve the armed weapon and throw it, Private First Class Anderson fearlessly chose to sacrifice himself and save his companions by hurling his body upon the grenade and taking the full impact of the explosion. His personal valor and exceptional spirit of loyalty in the face of almost certain death were in keeping with the highest traditions of the United States Naval Service. He gallantly gave his life for his country.

## Память
Его имя было дано эсминцу USS Richard B. Anderson (DD-786), спущенному на воду в 1945 году.
В 2008 году его имя было дано зданию федерального правительства в городе Порт Анджелес, штат Вашингтон. В ходе церемонии переименования здания, было зачитано письмо от одного из трёх спасённых Андерсоном сослуживцев — Гари Пирса.